# The Trail of the Lonesome Pine
The Trail of the Lonesome Pine (br Amor e Ódio) é um filme estadunidense de 1936, do gênero drama de ação, dirigido por Henry Hathaway e estrelado por Fred MacMurray e Henry Fonda. O filme foi o primeiro a ser rodado em paisagens naturais pelo processo de Technicolor em três cores. O roteiro é adaptado do romance homônimo de John Fox Jr., publicado em 1908, que já havia sido filmado duas vezes antes: em 1916 por Cecil B. DeMille e em 1923 por Charles Maigne.
O filme deu o estrelato a Henry Fonda, que em seguida serviria de modelo para o personagem dos quadrinhos Li'l Abner, de Al Capp, além de consolidar a carreira de Henry Hathaway como diretor de filmes de ação.
A canção A Melody from the Sky foi indicada para o Oscar.[carece de fontes?]

## Sinopse
O engenheiro Jack Hale vai para as montanhas do Kentucky, com o objetivo levar os benefícios do transporte ferroviário para aquelas paragens. Lá ele se envolve com as famílias Tolliver e Falin, que estão em guerra há tanto tempo que ninguém sabe mais por quais motivos. June Tolliver se apaixona por ele, o que desperta a ira de seu primo Dave, que a ama. June muda-se para a cidade de Gaptown, com o intuito de tornar-se uma dama e quando Dave vai atrás, Jack a envia para a casa de sua irmã, em Louisville. Dave também deixa os Tollivers, depois de matar um dos Falins.
Mais tarde, entre uma escaramuça e outra, Buddy, irmão de June, é morto acidentalmente quando os Falins estão dinamitando uma ponte. June, agora a dama que queria ser, retorna para o funeral, assim como Dave. Jack recusa-se a vingar a morte de Buddy, mas Dave sai à procura dos Falins. O patriarca Buck Falin pede-lhe perdão pela morte de Buddy, porém Wade Falin, que nunca esquecera a morte do irmão, atira em Dave pelas costas.
Todos esses incidentes levam a um final catártico, em que a paz volta a reinar nas rudes montanhas do Kentucky.

## Elenco
| Ator/Atriz                | Personagem       |
| ------------------------- | ---------------- |
| Fred MacMurray            | Jack Hale        |
| Sylvia Sidney             | June Tolliver    |
| Henry Fonda               | Dave Tolliver    |
| Fred Stone                | Judd Tolliver    |
| Nigel Bruce               | Senhor Thumber   |
| Beulah Bondi              | Melissa Tolliver |
| Robert H. Barrat          | Buck Falin       |
| George 'Spanky' McFarland | Buddy Tolliver   |
| Fuzzy Knight              | Tater            |
| Samuel S. Hinds           | Xerife           |
| Otto Fries                | Corsey           |
| Alan Baxter               | Clay Tolliver    |

## Principais prêmios e indicações
| Prêmio                       | Categoria(s) Indicada(s) | Categoria(s) Premiada(s)                 |
| ---------------------------- | ------------------------ | ---------------------------------------- |
| Oscar                        | Melhor Canção            | ---                                      |
| Festival de Cinema de Veneza | ---                      | Recomendação Especial[carece de fontes?] |